# چهارنگاشته
چهارنگاشته(نام علمی: Tetragraptus) نام یک سرده از رده گراپتولیت است.